# Jędrzej Święcicki
Jędrzej Święcicki herbu Jastrzębiec – nieznane są daty urodzin i śmierci pisarza. 
Syn Macieja Święcickiego, wojskiego nurskiego. W roku 1634 - napisał dzieło Topographia, najstarszy opis Mazowsza. Dzieło to wydał dopiero jego syn, Zygmunt, pod nazwą  „Topografia, czyli opis Mazowsza”. W 1637 napisał biografię biskupa płockiego Andrzeja Noskowskiego. Mieszkał w Ostrołęce, będąc jednocześnie dzierżawcą połowy wójtostwa wareckiego, należącego do dominikanów. 
Dokładnie wykształcony w gospodarowaniu, prawie i sprawach publicznych w szkole jezuickiej w Pułtusku, Wszechnicy Krakowskiej, oraz na dworach płockich biskupów swoich krewniaków Andrzeja Noskowskiego herbu Łada, oraz Piotra Myszkowskiego (1570 – 1577) i Wojciecha Baranowskiego (1590 – 1606) obaj herbu Jastrzębiec. Żona Małgorzata Ciołkówna herbu Ciołek.  Gospodarował w dobrach poojcowskich, posagowych (Ostrołęka) a także nabytych i wydzierżawionych wsiach królewskich. Pełnił urzędy notariusza czyli pisarza  ziemskiego nurskiego i pisarza grodzkiego w Ostrowi (Ostrów Mazowiecki). Dwukrotnie deputat do Trybunału Głównego Koronnego w Piotrkowie w latach 1607 i 1609. Ojciec ośmiorga dzieci: Jana, Macieja, Piotra, Aleksandra, Zygmunta, Trojana, Marcina i Doroty. 